# Élections au Parlement de Catalogne de 1984
Les élections au Parlement de Catalogne de 1984 (en catalan : Eleccions al Parlament de Catalunya de 1984, en espagnol : Elecciones al Parlamento de Cataluña de 1984) se tiennent le dimanche 29 avril 1984, afin d'élire les 135 députés de la IIe législature du Parlement de Catalogne pour un mandat de quatre ans.

## Mode de scrutin
Le Parlement de Catalogne (Parlament de Catalunya) est une assemblée parlementaire monocamérale constituée de 135 députés (diputats) élu pour une législature de quatre ans au suffrage universel direct selon les règles du scrutin proportionnel d'Hondt par l'ensemble des personnes résidant dans la communauté autonome où résidant momentanément à l'extérieur de celle-ci, si elles en font la demande.
La communauté autonome de Catalogne ne s'étant pas dotée d'une loi électorale propre, la quatrième disposition transitoire du statut d'autonomie dispose que le Parlement est élu dans les mêmes conditions que le Congrès des députés. Elle précise par ailleurs que « Les circonscriptions électorales seront les quatre provinces de Barcelone, Gérone, Lérida et Tarragone. Le Parlement de Catalogne sera composé par 135 députés, desquels la circonscription de Barcelone élira un député pour 50 000 habitants, avec au plus 85 députés. Les circonscriptions de Gérone, Lérida et Tarragone éliront au moins six députés, plus un par tranche de 40 000 habitants, obtenant respectivement 17, 15 et 18 députés. ».

### Présentation des candidatures
Peuvent présenter des candidatures
- les partis ou fédérations politiques enregistrées auprès du registre des associations politiques du ministère de l'Intérieur ;
- les coalitions électorales de ces mêmes partis ou fédérations dûment constituées et inscrites auprès de la commission électorale au plus tard 15 jours après la convocation du scrutin ;
- et les électeurs de la circonscription, en nombre d'au moins 500 et représentant au plus 0,1 % des inscrits.

### Répartition des sièges
Seules les listes ayant recueilli au moins 3 % des suffrages valides peuvent participer à la répartition des sièges à pourvoir dans une circonscription, qui s'organise en suivant différentes étapes : 
- les listes sont classées en une colonne par ordre décroissant du nombre de suffrages obtenus ;
- les suffrages de chaque liste sont divisés par 1, 2, 3... jusqu'au nombre de députés à élire afin de former un tableau ;
- les mandats sont attribués selon l'ordre décroissant des quotients ainsi obtenus[2].

Lorsque deux listes obtiennent un même quotient, le siège est attribué à celle qui a le plus grand nombre total de voix ; lorsque deux candidatures ont exactement le même nombre total de voix, l'égalité est résolue par tirage au sort et les suivantes de manière alternative.

## Campagne

### Principales forces politiques
| Force politique | Force politique                                                              | Force politique | Chef de file                             | Idéologie                                                       | Résultats en 1980          |
| --------------- | ---------------------------------------------------------------------------- | --------------- | ---------------------------------------- | --------------------------------------------------------------- | -------------------------- |
|                 | Convergence et Union Convergència i Unió                                     | CiU             | Jordi Pujol (Président de la Généralité) | Centre droit Libéralisme, démocratie chrétienne, catalanisme    | 27,8 % des voix 43 députés |
|                 | Parti des socialistes de Catalogne Partit dels Socialistes de Catalunya      | PSC             | Raimon Obiols                            | Centre gauche Social-démocratie, progressisme, catalanisme      | 22,4 % des voix 33 députés |
|                 | Parti socialiste unifié de Catalogne Partit Socialista Unificat de Catalunya | PSUC            | Antoni Gutiérrez (ca)                    | Gauche Marxisme-léninisme, communisme, catalanisme              | 18,8 % des voix 25 députés |
|                 | Gauche républicaine de Catalogne Esquerra Republicana de Catalunya           | ERC             | Heribert Barrera                         | Gauche Socialisme démocratique, républicanisme, indépendantisme | 8,9 % des voix 14 députés  |
|                 | Coalition AP-PDP-UL Coalició AP-PDP-UL                                       | AP-PDP-UL       | Eduard Bueno (ca)                        | Centre droit Conservatisme, démocratie chrétienne, libéralisme  | Absente                    |

## Résultats

### Total régional
| Représentation en hémicycle sur un axe gauche-droite du résultat. |                                                                           |           |       |               |        |               |
| Partis                                                            | Partis                                                                    | Voix      | %     | +/-           | Sièges | +/-           |
|                                                                   | Convergence et Union (CiU)                                                | 1 346 729 | 46,80 | 18,97         | 72     | 29            |
|                                                                   | Parti des socialistes de Catalogne (PSC)                                  | 866 281   | 30,11 | 7,68          | 41     | 8             |
|                                                                   | Alliance populaire-Parti démocrate populaire-Union libérale (AP-PDP-UL)   | 221 601   | 7,70  | Abs           | 11     | 11            |
|                                                                   | Parti socialiste unifié de Catalogne (PSUC)                               | 160 581   | 5,58  | 13,19         | 6      | 19            |
|                                                                   | Gauche républicaine de Catalogne (ERC)                                    | 126 943   | 4,41  | 4,49          | 5      | 9             |
|                                                                   | Parti des communistes de Catalogne (PCC) (ca)                             | 68 836    | 2,39  | Nv            | 0      | en stagnation |
|                                                                   | Coalition électorale Accord de la gauche catalane (ENTESA EC) (ca)        | 35 937    | 1,25  | 0,41          | 0      | en stagnation |
|                                                                   | Sommet espagnol de revendication du développement écologique (VERDE) (ca) | 8 714     | 0,30  | Nv            | 0      | en stagnation |
|                                                                   | Parti social-démocrate de Catalogne (PSDC) (ca)                           | 6 768     | 0,24  | Abs           | 0      | en stagnation |
|                                                                   | Autres listes                                                             | 20 813    | 0,72  | –             | 0      | 20            |
|                                                                   | Blanc                                                                     | 14 313    | 0,50  | en stagnation |        |               |
|                                                                   |                                                                           |           |       |               |        |               |
| Votes valides                                                     | Votes valides                                                             | 2 877 516 | 99,48 |               |        |               |
| Votes nuls                                                        | Votes nuls                                                                | 14 970    | 0,52  |               |        |               |
| Total                                                             | Total                                                                     | 2 892 486 | 100   | –             | 135    | en stagnation |
| Abstentions                                                       | Abstentions                                                               | 1 601 854 | 35,64 |               |        |               |
| Inscrits / Participation                                          | Inscrits / Participation                                                  | 4 494 340 | 64,36 |               |        |               |

### Par circonscription
| Circonscription | Circonscription | Barcelone | Barcelone | Barcelone | Barcelone     | Gérone  | Gérone  | Gérone | Gérone        | Lérida  | Lérida  | Lérida | Lérida        | Tarragone | Tarragone | Tarragone | Tarragone     |
| --------------- | --------------- | --------- | --------- | --------- | ------------- | ------- | ------- | ------ | ------------- | ------- | ------- | ------ | ------------- | --------- | --------- | --------- | ------------- |
|                 |                 |           |           |           |               |         |         |        |               |         |         |        |               |           |           |           |               |
| Sièges          | Sièges          | 85        | 85        | 85        | en stagnation | 17      | 17      | 17     | en stagnation | 15      | 15      | 15     | en stagnation | 18        | 18        | 18        | en stagnation |
|                 |                 |           |           |           |               |         |         |        |               |         |         |        |               |           |           |           |               |
|                 |                 | Nombre    | Nombre    | %         | %             | Nombre  | Nombre  | %      | %             | Nombre  | Nombre  | %      | %             | Nombre    | Nombre    | %         | %             |
| Inscrits        | Inscrits        | 3 473 051 | 3 473 051 | 100,00    | 100,00        | 355 721 | 355 721 | 100,00 | 100,00        | 277 083 | 277 083 | 100,00 | 100,00        | 388 485   | 388 485   | 100,00    | 100,00        |
| Abstentions     | Abstentions     | 1 255 220 | 1 255 220 | 36,14     | 36,14         | 107 271 | 107 271 | 30,16  | 30,16         | 98 101  | 98 101  | 35,40  | 35,40         | 141 262   | 141 262   | 36,36     | 36,36         |
| Votants         | Votants         | 2 217 831 | 2 217 831 | 63,86     | 63,86         | 248 450 | 248 450 | 69,84  | 69,84         | 178 982 | 178 982 | 64,60  | 64,60         | 247 223   | 247 223   | 63,64     | 63,64         |
| Nuls            | Nuls            | 10 627    | 10 627    | 0,48      | 0,48          | 1 631   | 1 631   | 0,66   | 0,66          | 799     | 799     | 0,45   | 0,45          | 1 913     | 1 913     | 0,77      | 0,77          |
| Exprimés        | Exprimés        | 2 207 204 | 2 207 204 | 99,52     | 99,52         | 246 819 | 246 819 | 98,68  | 98,68         | 178 183 | 178 183 | 99,09  | 99,09         | 245 310   | 245 310   | 99,23     | 99,23         |
|                 |                 |           |           |           |               |         |         |        |               |         |         |        |               |           |           |           |               |
| Partis          | Partis          | Voix      | %         | Sièges    | +/−           | Voix    | %       | Sièges | +/−           | Voix    | %       | Sièges | +/−           | Voix      | %         | Sièges    | +/−           |
|                 | CiU             | 978 576   | 44,34     | 41        | 15            | 147 208 | 59,64   | 11     | 4             | 102 839 | 57,72   | 10     | 5             | 118 106   | 48,15     | 10        | 5             |
|                 | PSC             | 712 278   | 32,27     | 29        | 7             | 53 058  | 21,50   | 4      | en stagnation | 35 506  | 19,27   | 3      | en stagnation | 65 439    | 26,68     | 5         | 1             |
|                 | AP-PDP-UL       | 166 905   | 7,56      | 7         | 7             | 13 807  | 5,59    | 1      | 1             | 15 751  | 8,84    | 1      | 1             | 25 138    | 10,25     | 2         | 2             |
|                 | PSUC            | 134 777   | 6,11      | 5         | 15            | 7 811   | 3,16    | 0      | 1             | 4 964   | 2,79    | 0      | 1             | 13 029    | 5,31      | 1         | 2             |
|                 | ERC             | 90 255    | 4,09      | 3         | 5             | 15 175  | 6,15    | 1      | 1             | 10 171  | 5,71    | 1      | 1             | 11 342    | 4,62      | 0         | 2             |
|                 | PCC             | 60 900    | 2,76      | 0         | en stagnation | 2 333   | 0,95    | 0      | en stagnation | 2 145   | 1,20    | 0      | en stagnation | 3 458     | 1,41      | 0         | en stagnation |
|                 | ENTESA EC       | 3 861     | 1,56      | 0         | en stagnation | 529     | 0,32    | 0      | en stagnation | 2 913   | 1,63    | 0      | en stagnation | 4 461     | 1,82      | 0         | en stagnation |
|                 | VERDE           | 8 714     | 0,39      | 0         | en stagnation | 0       | 0,00    | 0      | en stagnation | 0       | 0,12    | 0      | en stagnation | 0         | 0,12      | 0         | en stagnation |
|                 | PSDC            | 570       | 0,23      | 0         | en stagnation | 367     | 0,22    | 0      | en stagnation | 328     | 0,18    | 0      | en stagnation | 620       | 0,25      | 0         | en stagnation |
|                 | Autres          | 14 352    | 0,65      | 0         | 9             | 5 192   | 2,10    | 0      | 3             | 2 506   | 1,41    | 0      | 4             | 2 298     | 0,94      | 0         | 4             |
|                 | Blanc           | 10 495    | 0,48      |           |               | 1 339   | 0,54    |        |               | 1 060   | 0,59    |        |               | 1 419     | 0,58      |           |               |